# 観客

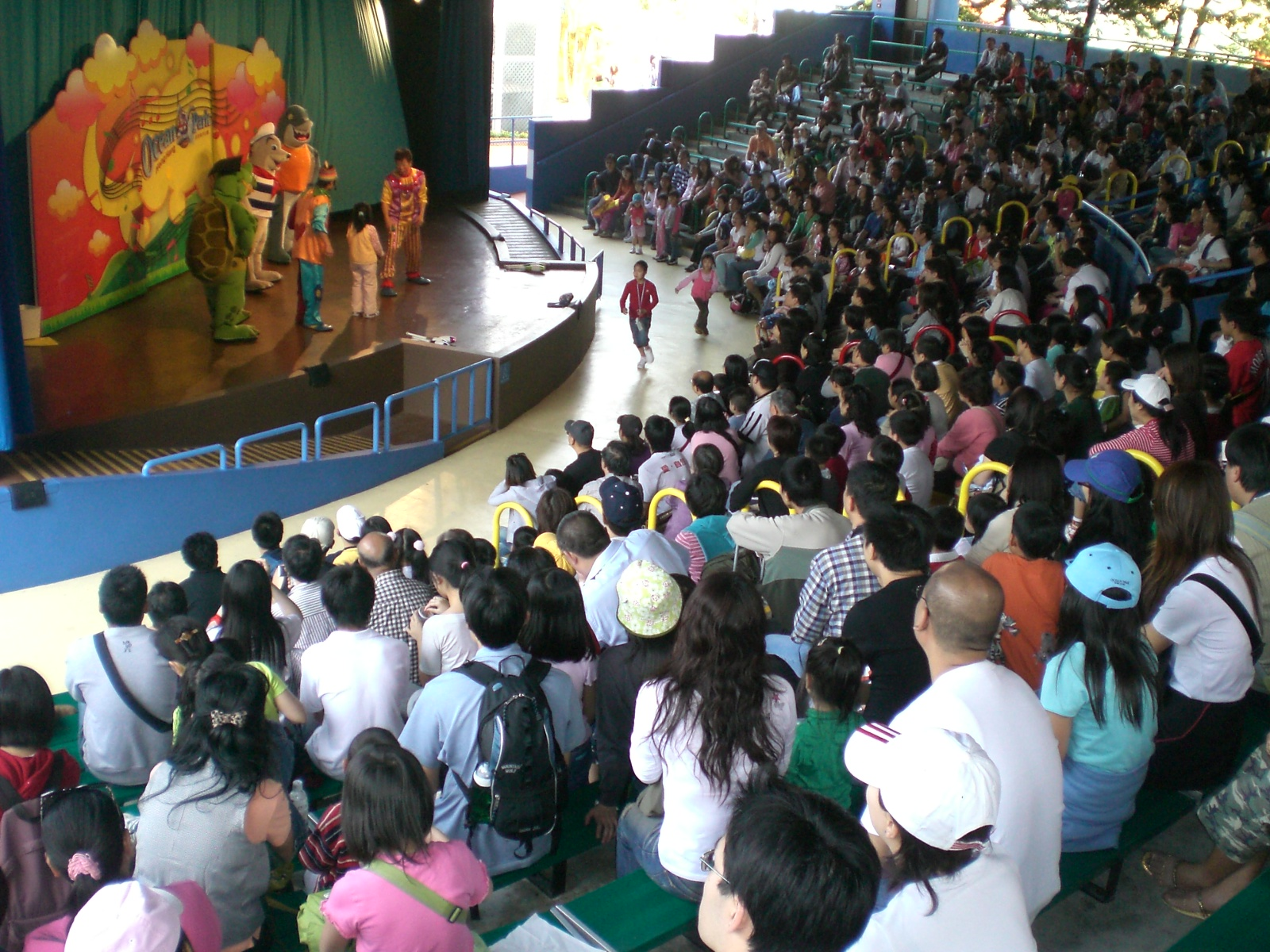
演劇の観客

観客（かんきゃく）、オーディエンス（英語:audience）は、興行などを見る人、見物人のこと。

## 意味
主に演劇や演芸、オペラ、バレエ、映画、スポーツなどの興行が上演、上映、実演されている現場において、それらを鑑賞する人たちをいう。客と表現されるが、必ずしも入場料などの対価を支払わない場合でも、これらの見物人を観客と表現することもある。
多数が集まった観客を観衆とも言う。観客とは専ら「見る」ことに重きをおいた表現で、音楽やラジオなど「聴く」ことが重要視される場合は聴衆（ちょうしゅう）やリスナー (listener) と言う場合が多い。テニスやゴルフなどの試合を観戦する観客を和製英語でギャラリー (gallery) とも言う。
興行に限れば、マナーを守る観客が大半であるが、中には他の観客や演者に対して迷惑な行為を行い、退場させられたり、上演自体が中止に追い込まれるケースもある。